# Хусейн, Мохамед
Мохамед Хусейн Бахзад (араб. محمد حسين محمد‎; англ. Mohamed Husain Bahzad; 31 июля 1980, Манама) — бахрейнский футболист,  защитник, выступ в сборной Бахрейна.

## Клубная карьера
Во взрослом футболе дебютировал в 2000 году в Катаре за клуб «Аль-Гарафа», в которой провёл один сезон, приняв участие лишь в 8 матчах чемпионата.
Своей игрой за эту команду привлек внимание представителей тренерского штаба клуба «Аль-Ахли», в состав которого присоединился в 2001 году. Сыграл за эту саудовскую команду два сезона и выиграл с ней Кубок принца Саудовской Аравии в 2002 году, а в 2003 году Лигу чемпионов арабских стран.
В 2003 году заключил контракт с другим клубом «Аль-Ахли» (Манама), в составе которого провёл следующие три года своей карьеры. С 2006 года один сезон защищал цвета клуба «Казма». Впоследствии с 2007 по 2008 год выступал в Кувейте, играя за клубы «Аль-Кадисия» и «Ас-Сальмия».
С 2009 года три сезона защищал цвета катарского клуба «Умм-Салаль». Большинство времени, проведенного в составе «Умм-Салаль», был основным защитником команды.
В 2012 году защищал цвета бахрейнского клуба «Риффа». В состав саудовского «Ан-Наср» (Эр-Рияд) присоединился в 2013 году. Сыграл за саудовскую команду 37 матчей в национальном чемпионате. В 2016 году вернулся в бахрейнский клуб «Риффа», где играл до 2018 года.

## Международная карьера
В 2000 году дебютировал в официальных матчах в составе национальной сборной Бахрейна.
В составе сборной был участником Кубка Азии 2004 года в Китае, Кубка Азии 2007 и Кубка Азии 2015 в Австралии.
В 2015 году Хусейн завершил карьеру в сборной. Всего в форме главной команды страны провёл 145 матчей, забив 10 голов.

## Достижения
- Аль-Гарафа
  - Обладатель Кубка наследного принца Катара: 2000
- Аль-Ахли (Джидда)
  - Обладатель Кубка наследного принца Саудовской Аравии: 2001/02
  - Обладатель Кубка Саудовской Аравии (2): 2000/01, 2001/02
  - Победитель Арабской лиги чемпионов: 2002
  - Обладатель Кубка чемпионов Персидского залива: 2002
- Аль-Кадисия
  - Обладатель Кубка Эмира Кувейта: 2007
  - Обладатель Кубка Кувейта: 2008
- Риффа
  - Чемпион Бахрейна: 2011/12
- Аль-Наср Эр-Рияд
  - Чемпион Саудовской Аравии (2): 2013/14, 2014/15
  - Обладатель Кубка наследного принца Саудовской Аравии: 2013/14